# 同在屋檐下
《同在屋檐下》是一部現代都市劇，講述受气和面對小三的媳妇家庭倫理的故事。

## 播出
| 頻道               | 國家/地區 | 播放日期       | 時間  |
| ------------------ | --------- | -------------- | ----- |
| 深圳電視台都市频道 | 中國      | 2013年4月22日  | 19:30 |
| 江西卫视           | 中國      | 2013年10月10日 | 19:30 |
| 贵州卫视           | 中國      | 2013年10月10日 | 19:30 |
| 内蒙古卫视         | 中國      | 2013年10月10日 | 19:30 |

备注
1. ↑  以播映時間先後排列

## 劇情
在单亲家庭长大的李婉婷因偶然机缘认识了从小县城出来的优质男田嘉伟，婚后小两口与婉婷母亲（秋枫）同住，可惜一直不孕，在公婆（田祖德与陈萍）不断催促的压力下，两人决定人工受精，喜得一子，取名大龙，从此过着安稳甜蜜的小日子…

## 演员
- 贾静雯 飾 李婉婷
- 郝　平 飾 田嘉伟 (李婉婷丈夫)
- 馬德鐘 飾 江浩 (医生)
- 高　洋 飾 李子萱 (李婉婷同异姐妹，喜歡田嘉偉)
- 王　道 飾 李寒羽 (李子萱父亲)
- 马　丽 飾 秋枫  (李婉婷母亲)
- 艾丽娅 飾 陈萍 (田嘉伟母亲)
- 丁嘉林 飾 田大龙 (李婉婷儿子)
- 李欣冉 飾 洛妮 (江浩妻子)
- 佟　童 飾  韓佳佳 (李子萱朋友)

## 收視率
由csm数据参考而来，收视率包括全天收视指数和市场(收视)份额参数
| 平台     | 平均收视率 | 平均收视份额 |
| 江西卫视 | 0.472      | ----         |
| 贵州卫视 | 0.451      | ----         |

## 外部連結
- 《同在屋檐下》專題（页面存档备份，存于）